# Liste der Botschafter der Vereinigten Staaten in Somalia

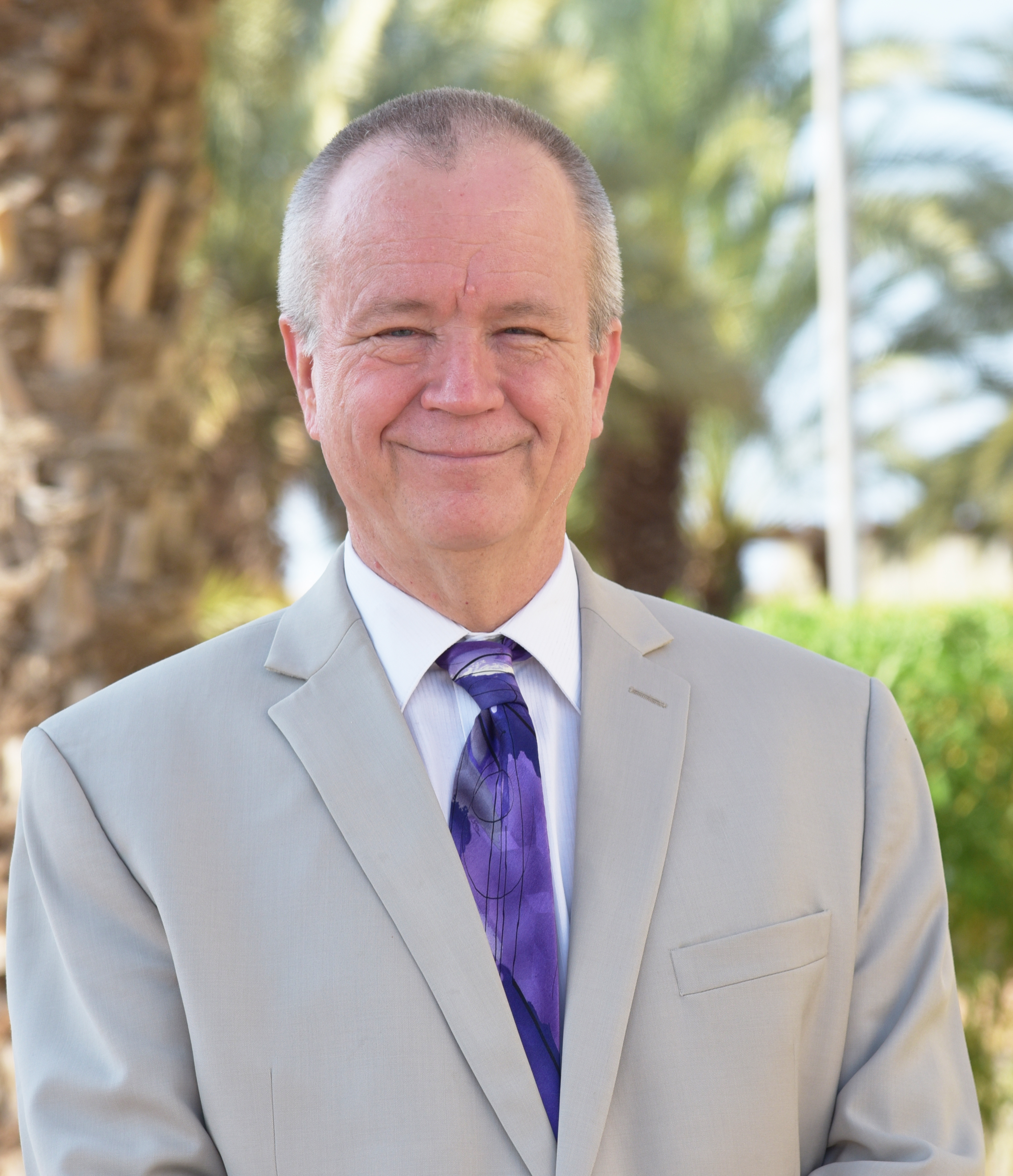
Larry E. André, Jr., derzeitiger Botschafter in Somalia

Der Botschafter der Vereinigten Staaten von Amerika in Somalia ist der bevollmächtigte Botschafter der Vereinigten Staaten von Amerika in Somalia. Aufgrund des bis heute andauernden Bürgerkrieges nach dem Sturz des somalischen Diktators Siad Barre war die Botschaft in Mogadischu vom 5. Januar 1991 bis zum 2. Dezember 2018 geschlossen; diplomatische Beziehungen wurden über die US-Botschaft in der Hauptstadt Kenias Nairobi fortgeführt.

## Botschafter
| Amtszeit  | Name                     | Bemerkungen                           |
| --------- | ------------------------ | ------------------------------------- |
| 1960–1962 | Andrew Green Lynch       | Zunächst Chargé d’Affaires ad interim |
| 1963–1965 | Horace Gates Torbert Jr. |                                       |
| 1965–1968 | Raymond LeRoy Thurston   |                                       |
| 1969–1971 | Fred Latimer Hadsel      |                                       |
| 1972–1973 | Matthew James Looram Jr. |                                       |
| 1973–1975 | Roger Kirk               |                                       |
| 1975–1978 | John Lewis Loughran      |                                       |
| 1978–1982 | Donald K. Petterson      |                                       |
| 1983–1984 | Robert Bigger Oakley     |                                       |
| 1984–1986 | Peter Scott Bridges      |                                       |
| 1987–1990 | Trusten Frank Crigler    |                                       |
| 1990–1991 | James Keough Bishop      | Botschaft geschlossen                 |
| 2016–2017 | Stephen Michael Schwartz |                                       |
| 2017–2018 | Martin Dale              | Chargé d’Affaires ad interim          |
| 2018–2022 | Donald Yamamoto          |                                       |
| 2022–     | Larry E. André, Jr.      |                                       |